# 직동초등학교
직동초등학교는 대한민국 경상북도 고령군 개진면 개경포로 160 (직리)에 있었던 초등학교이다.

## 연혁
- 1939.05.31 개진공립심상소학교 부설 간이학교 인가
- 1945.04.01 직동공립국민학교 승격
- 1985.03.02 병설유치원 개원
- 1996.03.01 직동초등학교로 명칭 변경
- 2008.03.01 개진초등학교로 통폐합